# Dream Machine
Dream Machine es un dúo canadiense de músicos, cantautores y productores, conformado por Henry «Cirkut» Walter y Adrien Gough. Su debut en la industria de la música, lo realizó en el año 2011, como coescritor y coproductor de una de las canciones del séptimo álbum de estudio de la cantante estadounidense Britney Spears, Femme Fatale. Ello, junto a los dos productores ejecutivos de este último: el sueco Martin Karl «Max Martin» Sandberg y el estadounidense Lukasz «Dr. Luke» Gottwald. En el mismo año, ello le llevó a producir, junto a Dr. Luke, al remix principal del segundo sencillo de Femme Fatale, «Till the World Ends» The Femme Fatale Remix, el que cuenta con la colaboración de la rapera trinitense Nicki Minaj y de la cantante estadounidense Kesha.

## Discografía

### 2011
- Britney Spears — Femme Fatale — «Seal It with a Kiss»[2]
- Britney Spears — «Till the World Ends» The Femme Fatale Remix con Nicki Minaj y Kesha[3]